# Wapen van Eernewoude

Wapen van Eernewoude

Het wapen van Eernewoude is het dorpswapen van het Nederlandse dorp Eernewoude, in de Friese gemeente Tietjerksteradeel. Het wapen werd in de huidige vorm in 1984 geregistreerd.

## Geschiedenis
Eernewoude is een van de Friese dorpen waarvan een oud dorpswapen is overgeleverd. Het wapen is onder meer afgebeeld op de preekstoel uit 1699 in de kerk van Eernewoude. Het wapen toont een dubbelkoppige adelaar. De Friese adelaar is een veelvoorkomend symbool in de Friese heraldiek. Een ander verband wordt gelegd met de vogel arend, die eertijds in het gebied rond Eernewoude gebroed zal hebben.

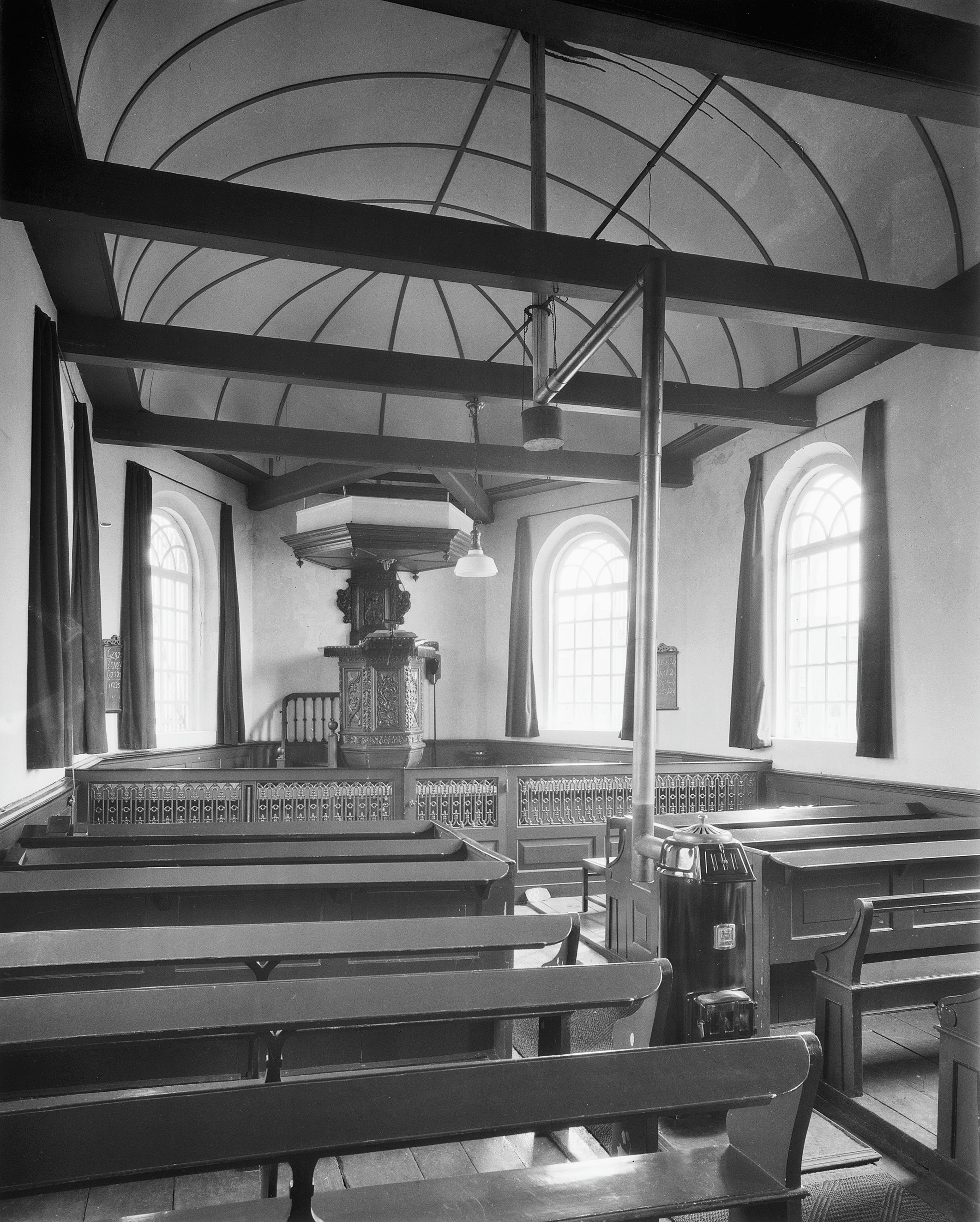
Preekstoel van de kerk van Eernewoude met daarop een tweekoppige adelaar afgebeeld.

## Beschrijving
De blazoenering van het wapen in het Fries luidt als volgt:
Yn sulver in dûbelde earn fan swart.
De Nederlandse vertaling luidt als volgt:
In zilver een dubbele arend van zwart.
De heraldische kleuren zijn: zilver (zilver) en sabel (zwart).

## Symboliek
- Dubbelkoppige adelaar: sprekend deel.[3] De plaatsnaam Eernewoude bestaat uit twee delen: de persoonsnaam Erend of Arend en woude/wald (bos of moerasbos).[4]

## Zie ook

Vlag van Eernewoude